# 金剛謹之輔
金剛 謹之輔（こんごう きんのすけ、1854年10月6日（嘉永7年8月15日） - 1923年（大正12年）8月2日）は、シテ方金剛流能楽師。「謹之助」「謹之介」の表記もみられる。
金剛流の弟子家である、京都・野村金剛家に生まれる。西の名人として名高く、関西を中心に活躍。東の宝生九郎と並び称される。明治期の名人の一人。
子に二十四世金剛流宗家・初世金剛巌。
| スタブアイコン | サブスタブ | この項目は、まだ閲覧者の調べものの参照としては役立たない、人物に関連した書きかけの項目です。この項目を加筆・訂正などしてくださる協力者を求めています（P:人物伝/PJ:人物伝）。 |